# Rebelión de Andrónico e Isaac Nestongos
La rebelión de Andrónico e Isaac Nestongos (en griego: Στάση Ανδρονίκου και Ισαακίου Νεστόγγων), fue un alzamiento bizantino contra el emperador Juan III Ducas Vatatzés de Nicea que tuvo lugar en 1225. Fue la rebelión más importante contra el gobierno de Juan III después de la rebelión de Alejo e Isaac Láscaris, hermanos de su suegro Teodoro I Láscaris, en 1224.

## Antecedentes
Tras la toma de Constantinopla por la cuarta cruzada en 1204, la familia Nestongos, junto con otras familias bizantinas, se trasladó a la provincia de Bitinia. Con el tiempo, lograron ocupar cargos importantes en el Imperio de Nicea, fundado por Teodoro I Láscaris en 1205.

## La rebelión
Hacia el año 1225, los hermanos Andrónico e Isaac Nestongos —primos del emperador Juan III Ducas Vatatzés— intentaron derrocarlo mientras él combatía amenazas externas. Aunque se ha sugerido que contaron con el respaldo moral de los hermanos Alejo e Isaac Láscaris (castigados previamente por traición), no hay pruebas concluyentes de esa conexión. La revuelta fue impulsada también por altos funcionarios como Flamoulis (de la familia Tarcaniota), un miembro de la familia Sinadeno y Macreno, gobernador del Tema tracesiano. El emperador, al enterarse de la rebelión mientras estaba en Lámpsaco, reaccionó con rapidez: quemó la flota para evitar que cayera en manos del Imperio latino, reunió un consejo en Aquirau y marchó contra los rebeldes. La rebelión no logró reunir suficiente apoyo y fue sofocada sin una batalla significativa, según las fuentes.

## Consecuencias
Los participantes fueron arrestados y juzgados por traición, delito que conllevaba la pena de muerte. No obstante, Juan III actuó con clemencia: Isaac Nestongos y Macreno fueron cegados y mutilados, mientras que otros rebeldes recibieron penas menores, como prisión breve. Curiosamente, Andrónikos, identificado como el principal instigador, solo fue encarcelado en Magnesia. Pronto escapó al Sultanato de Rûm, aparentemente con la aprobación tácita del emperador, quien tenía un afecto personal por él. Aunque la rebelión no tuvo un impacto directo en la vida política o social del Imperio, motivó un aumento en la seguridad del emperador. Posteriormente, Juan III consolidó su poder con éxitos militares y diplomáticos, y no enfrentó nuevos desafíos internos hasta su muerte en 1254.